# Імені Кашпарова М.А.
І́мені Кашпа́рова М. А. — вантажно-пасажирська залізнична станція Луганської дирекції Донецької залізниці.
Розташована у м. Луганськ, Луганська міська рада, Луганської області на лінії Іллєнко — Родакове між станціями Луганськ 3 км та Мілова 8 км.
До 13 вересня 2010 року станція мала назву Луганськ-Вантажний, яку було перейменовано на станцію ім. Кашпарова М. А.
Через військову агресію Росії транспортне сполучення припинене, водночас керівництво ДНР та ЛНР заявляло про запуск електропоїзда сполученням Луганськ — Ясинувата, що підтверджує сайт Яндекс.